# Göritzen
Göritzen ist ein Gemeindeteil der Gemeinde Mistelgau im Landkreis Bayreuth (Oberfranken, Bayern). Göritzen liegt in der Gemarkung Seitenbach.

## Geografie
Die Einöde liegt am Fuße der bewaldeten Anhöhe Hohenbuche. Südlich des Ortes fließt der Feilbrunnenbach (im Unterlauf Eschenbach genannt), ein rechter Zufluss der Truppach. Ein Anliegerweg führt 200 Meter weiter südöstlich zur Staatsstraße 2186 zwischen Obernsees und Engelmeß.

## Geschichte
Der Ort wurde um 1200 erstmals urkundlich erwähnt, als die Herren von Truppach dort wie in Eckersdorf und Eschen einen Ansitz errichteten. 1398 wurde der Ort im Landbuch des burggräflichen Amtes Bayreuth als „Goriczen“ erwähnt. Der Name leitet sich vom slawischen goricka (kleiner Berg) ab. Mit dem kleinen Berg dürfte die Hohenbuche gemeint sein. Untypisch ist die Endung -en, üblicherweise heißen die so bezeichneten Orte heute Göritz.
Göritzen gehörte zur Realgemeinde Geislareuth. Gegen Ende des 18. Jahrhunderts bestand Göritzen aus einem Anwesen. Die Hochgerichtsbarkeit stand dem bayreuthischen Stadtvogteiamt Bayreuth zu. Grundherr der Sölde war das Hofkastenamt Bayreuth.
Von 1797 bis 1810 unterstand der Ort dem Justiz- und Kammeramt Bayreuth. Mit dem Gemeindeedikt wurde Göritzen dem 1812 gebildeten Steuerdistrikt Mistelgau und der zugleich gebildeten Ruralgemeinde Geislareuth zugewiesen. Mit dem Gemeindeedikt von 1818 erfolgte die Umgemeindung nach Seitenbach. Am 1. Januar 1972 wurde Göritzen im Zuge der Gebietsreform in Bayern in die Gemeinde Mistelgau eingegliedert.

### Einwohnerentwicklung
| Jahr      | 001822 | 001861 | 001871 | 001885 | 001900 | 001925 | 001950 | 001961 | 001970 | 001987 |
| Einwohner | 5      | 4      | 5      | 5      | 8      | 6      | 7      | 7      | 12     | 11     |
| Häuser    | 1      |        |        | 1      | 1      | 1      | 1      | 2      |        | 2      |
| Quelle    | [ 7 ]  | [ 10 ] | [ 11 ] | [ 12 ] | [ 13 ] | [ 14 ] | [ 15 ] | [ 16 ] | [ 17 ] | [ 1 ]  |

## Religion
Göritzen ist seit der Reformation evangelisch-lutherisch geprägt und nach St. Peter und Paul (Busbach) gepfarrt.